# Хендерсонвил (Тенеси)
Хендерсонвил (енгл. Hendersonville) град је у америчкој савезној држави Тенеси.

## Демографија
По попису из 2010. године број становника је 51.372, што је 10.752 (26,5%) становника више него 2000. године.
| Група             | 2000.          | 2010.          |
| Белци             | 37.364 (92,0%) | 44.478 (86,6%) |
| Афроамериканци    | 1.673 (4,1%)   | 3.225 (6,3%)   |
| Азијати           | 447 (1,1%)     | 812 (1,6%)     |
| Хиспаноамериканци | 696 (1,7%)     | 1.860 (3,6%)   |
| Укупно            | 40.620         | 51.372         |